# SOE (співачка)
SOE (справжнє ім'я Василюк Ольга Павлівна, народ. 24 вересня 1994, Україна, м. Житомир) — українська співачка, композитор, учасниця відбору Євробачення-2017, учасниця Слов'янського базару, ведуча музичної премії Шлягер року.

## Біографія
Народилася у 1994 році в місті Житомирі в багатодітній родині.
Старша сестра Ольги навчалася у музичній школі по класу фортепіано.  Саме тому в будинку стояв інструмент, на якому SOE почала грати фактично з трьох років.
В чотири роки співачка почала писати перші власні пісні. За словами Ольги, це були не справжні роботи, а лише рімейки пісень відомих артистів, в яких вона додумувала музичні партії, бек-вокали, нові тексти чи музику.
У школі SOE співала в хорі, входила до поетичного гуртка відомого житомирського поета Валентина Грабовського.
В 13 років співачка вступила до музичної школи №3 м. Житомира по класу вокально-хорового співу. За словами SOE, у зв'язку з тим, що інші учні були значно молодші за неї — вчитися їй було достатньо складно. Тому невдовзі навчання у музичній школі співачка покинула.
Через рік Ольга познайомилася з відомим житомирським поетом-пісняром Володимиром Шинкаруком. Саме він дав починаючій співачці контакти музикантів та музичної студії, де SOE записала свої перші авторські пісні. 
Після школи SOE вступила до Житомирського державного технологічного університету. Зі слів самої співачки, цей напрямок була її єдина можливість здобути вищу освіту на бюджеті.
На другому курсі університету від серцевого нападу помер батько співачки і вона переїхала до Києва.
У Києві SOE працювала композитором на  студії звукозапису, писала пісні іншим артистам, а у 2011, зібравши мінімальний капітал почала створювати власні пісні.
В цей період співпрацювала з музикантом  гурту «Gorchitza» Олексієм Лаптєвим і кліпмейкером  гурту «Друга Ріка» Віктором Скуратовським), знімається у кінорежисера Семена Горова та Олександра Філатовича.

## Музична діяльність
Під власним іменем SOE випустила декілька треків, однак комерційного успіху пісні не отримали.
SOE продовжує працювати в ролі штатного композитора на  студії звукозапису, відкладаючи фінанси на власний проєкт, однак наприкінці 2014 всі збереження SOE згоріли у зв'язку з ліквідацією банку "ФОРУМ".
У 2014 році один із треків ("Невеста") очолив чарт М20 на каналі  М1.
У грудні 2014 на каналі Муз-ТВ пісня посіла 6-е місце в рейтингу.
У 2014 році також отримала нагороду Шлягер року за кращу пісню.
У жовтні 2016 року SOE закликала підписати Декларацію з захисту прав тварин.
У 2016 році SOE стала спеціально запрошеним гостем на український відбір Дитячого Євробачення, а в липні наступного року зірковим гостем фестивалю Слов'янський базар 2017..
У листопаді 2017 артистка пройшла у перший відбірковий тур Евробачення 2017, який проходив на каналі СТБ, однак це не вплинуло значним чином на її популярність, і до першого півфіналу SOE не дійшла. 
У грудні 2017 року SOE під власним іменем отримала премію Музичної платформи-2017 за кращу пісню 

## Створення проєкту SOE
З 2015 року співачка мала контракт з продюсерським центром, якому було передано права на всі випущені пісні. 
У 2020 році строк контракту закінчився, і права на авторські пісні повернулися назад до артистки. 
Проте Ольга вирішила не користуватися старим ім'ям, а створити повністю новий незалежний проєкт сучасної музики під назвою SOE, ідею якого вона давно виношувала. 
Концепт проєкту полягав у створенні високоякісної танцювальної музики з глибоким змістом та серйозними текстами.
SOE видалила старі соціальні мережі, кліпи, пісні та будь-які згадування про минулий проєкт "Ольга Василюк".
Першим офіційним кроком стала пісня «Сигнали», яка увійшла в ТОП 100 Shazam Україна. 
Того ж року співачка видала другий трек у жанрі денс-поп "В одном созвездии", проте в ТОП чарти він не потрапив. 
У 2021 році SOE видала третю пісню - "Шестое чувство", яка після тижня ротацій увійшла в ТОП 200 Shazam Україна на 124 місце.
Наступний трек «Не парить» за перший тиждень на YouTube набрав більше 400 тисяч переглядів. Трек увійшов в ТОП 100 Spotify і ТОП 100 Shazam. 
У липні вийшов перший кліп артистки у новому амплуа під назвою «Ретроградний Меркурій». За перші три дні кліп отримав понад 1 млн переглядів, увійшов в ТОП 50 Spotify і ТОП 100 Shazam Україна.

## Інша діяльність
У 2016 році співачка була запрошена в якості нової ведучої музичного хіт-параду Ello-Week на каналі ELLO TV.
У 2017 році SOE була ведучою Новорічного вогнику на каналі UA: Перший разом з Тимуром Мірошниченко та Софією Тарасовою.
У 2018 році також стала ведучою новорічної музичної програми на каналі O-TV.
У 2021 році публічно підтримала камінг-аут артиста Melovin та виступила за права ЛГБТ.
У 2021 році стала ведучою музичної премії Шлягер року.

## Пісні в проєкті SOE
| Рік  | Назва пісні             | Виконавець | Позиція   | Чарт               |
| ---- | ----------------------- | ---------- | --------- | ------------------ |
| 2020 | «Сигналы»               | SOE        |           |                    |
| 2020 | «В одном созвездии»     | SOE        |           |                    |
| 2021 | «Шестое чувство»        | SOE        | 124 місце | ТОП Shazam Украина |
| 2021 | «Не парит»              | SOE        |           |                    |
| 2021 | «Ретроградный меркурий» | SOE        |           |                    |
| 2021 | «Загляни»               | SOE        |           |                    |

### Пісні в проєкті Ольга Василюк
| Рік  | Назва пісні       | Автор | Нагороди                              |
| ---- | ----------------- | ----- | ------------------------------------- |
| 2014 | «Невеста»         | SOE   | ТОП3 по версии Zaycev.net             |
| 2015 | «Боль моя»        | SOE   | Шлягер року                           |
| 2015 | «Нет тебя»        | SOE   |                                       |
| 2017 | «Больше не будет» | SOE   | Музична платформа                     |
| 2017 | «Стриптиз»        | SOE   | Музична платформа                     |
| 2017 | «Принц»           | SOE   | Слов'янський базар, Музична платформа |
| 2018 | «Назавжди»        | SOE   | Українська пісня, Шлягер року         |
| 2018 | «Не твоя»         | SOE   | Шлягер року                           |
| 2018 | «Лялька Вуду»     | SOE   |                                       |
| 2019 | «Мама»            | SOE   |                                       |
| 2019 | «Літній час»      | SOE   |                                       |

## Відео
| Рік  | Назва пісні             |
| ---- | ----------------------- |
| 2020 | "Сигналы"               |
| 2020 | «В одном созвездии»     |
| 2021 | «Шестое чувство         |
| 2021 | «Не парит»              |
| 2021 | «Ретроградный меркурий» |
| 2021 | «Загляни»               |

### Кліпи в проєкті Ольга Василюк
| Год  | Назва пісні       | Режисер              | Нагорода |
| ---- | ----------------- | -------------------- | -------- |
| 2014 | «Невеста»         | Віктор Скуратовський | M1       |
| 2015 | «Боль моя»        | Семен Горов          |          |
| 2017 | «Больше не будет» | Олександр Філатович  |          |
| 2017 | «Стриптиз»        | Олександр Філатович  |          |
| 2017 | «Принц»           |                      |          |
| 2018 | «Не твоя»         |                      |          |
| 2018 | «Лялька Вуду»     |                      |          |

## Саундтреки до фільмів
| Пісня     | Назва фільму | Рік  | Нагороди                                                                                |
| --------- | ------------ | ---- | --------------------------------------------------------------------------------------- |
| "Невеста" | "Віра"       | 2015 | Кінофестиваль "Кити"-2015, "Золоте курча"-2015, Одеський міжнародний кінофестиваль-2015 |